# Rhaphidophora petrieana
Rhaphidophora petrieana — вид квіткових рослин із родини Araceae, роду Rhaphidophora. Це ліана, рідним ареалом якої є пн.-сх. Квінсленд.

## Опис
Ліана з одним видом листків, що піднімається до ≈ 20 метрів заввишки на стовбурах тропічних дерев. Листки прості, цілі, середньо-зелені зверху, блідіші знизу, вузько-яйцюваті до ланцетних, дещо серпоподібні, кінчик загострений, основа загострена; листкова ніжка трохи коротша за пластинку. Початкова обгортка широко-яйцеподібна, ≈ 8 × 8 см у розплющеному стані, товста, схожа на капюшон, кремово-жовта. Початок на ніжці ≈ 1 см, фертильна частина ≈ 6 см завдовжки × 2 см, тупо звужується; квітки ≈ 2 мм у діаметрі (більші біля основи початку); тичинок 4. Плід поперечно розкривається, а насіння залишається в помаранчевій кашоподібній основі плоду, прикріпленої до початку.

## Екологія
Ендемік регіонів тропічного східного Квінсленда, від низовинних до нижніх гірських тропічних лісів.